# 贝尔林根 (德国)
贝尔林根是德国莱茵兰-普法尔茨州的一个市镇。总面积3.59平方公里，总人口186人，其中男性98人，女性88人（2011年12月31日），人口密度52人/平方公里。